# Hassan Dahir Aweis

Hassan Dahir Aweis

Scheich Hassan Dahir Aweis (* 1945; Somali: Xasan Daahir Aweys) ist eine Führungspersönlichkeit des politischen Islam in Somalia. Er war eine der führenden Figuren der Union islamischer Gerichte, innerhalb derer er als Vertreter einer radikalen Haltung gilt.
Hassan Dahir Aweis war Oberst (Colonel) unter dem Präsidenten und Diktator Siad Barre gewesen, unter anderem im Ogadenkrieg. Später diente er im Bürgerkrieg dem Kriegsherrn Mohammed Farah Aidid, bevor er sich der radikal islamistischen Organisation al-Itihaad al-Islamiya (AIAI) zuwandte. AIAI strebte mit finanzieller Unterstützung aus den arabischen Golfstaaten die Errichtung eines islamischen Gottesstaates an und soll Kontakte zum internationalen Terrorismus und zur al-Qaida gehabt haben. Teile dieser Organisation flossen in die Union islamischer Gerichte ein, die ein breites Spektrum von gemäßigten bis radikalen und militanten Elementen umfasste. Hassan Dahir Aweis galt als „Hardliner“ innerhalb der Union.
Nachdem die Union islamischer Gerichte am 5. Juni 2006 Mogadischu eingenommen hatte und bald darauf weite Teile Südsomalias kontrollierte, wurde er Mitte Juni zum Führer eines 88-köpfigen Regionalparlaments gekürt. Dort setzte er sich für die flächendeckende Einführung des islamischen Rechts, der Schari'a, ein. Seit der Entmachtung der Union islamischer Gerichte durch äthiopische Truppen ist er im Exil in Asmara, Eritrea, und agiert von dort aus in der Allianz für die Wiederbefreiung Somalias für den Abzug Äthiopiens aus Somalia und die Errichtung eines islamischen Staates.
Hassan Dahir Aweis bezeichnet sich selbst als gottesfürchtigen Gelehrten und Freiheitskämpfer. Er trägt in der Öffentlichkeit stets eine große Brille und einen mit Henna rot gefärbten Bart. Die USA werfen ihm Verbindungen zum Terrornetzwerk al-Qaida vor – was Aweis bestreitet – und führen ihn auf einer Liste gesuchter Terroristen.